# Nichlas Hardt
Nichlas Hardt (født 6. juli 1988 i Rødovre) er en tidligere dansk ishockeyspiller. Hans foretrukne position på isen er forward.
Hardt blev valgt som årets rookie i Superisligaen i sæsonen 2006-07, hvor han spillede for Herlev Hornets. Han spillede ligeledes for Herlev i sæsonen 2007-08, men skiftede undervejs i sæsonen til den finske klub Tappara i Tampere i den bedste finske række SM-Liigaen efter at det stod klart at Herlev ikke ville kunne nå slutspillet.
Hardt fik sin ishockeyopdragelse i Rødovre, men valgte at skifte til Herlev inden sæsonen 2005-06 på grund af manglende spilletid på Rødovres Superisligahold.
Han repræsenterede Danmark ved Junior-VM i ishockey 2008 hvor han lavede 2 mål og 2 assists for i alt 4 points i 6 kampe. Senere samme sæson spillede han for Danmark ved VM i ishockey 2008. Her spillede han 6 kampe uden at lave point.

## Eksterne links
- Statistik fra www.hockeydb.com
- Statistik Eliteprospects.com